# Blogger (dịch vụ)
Blogger là một hệ thống phát hành weblog, được Pyra Labs thành lập vào tháng 8 năm 1999 và sau đó được Google mua lại vào tháng 2 năm 2003 với những điều khoản không được công bố. Sự chuyển nhượng này dẫn đến sự thay đổi lớn nhất là Blogger.com trở nên miễn phí đối với người sử dụng.

## Lịch sử
Google đã mua lại Picasa vào năm 2004 và sau đó đã đưa Picasa cùng tiện ích chia sẻ hình ảnh của nó là Hello vào Blogger.
Ngày 09/5/2004, Blogger đã trình làng những thay đổi lớn về thiết kế giao diện: đưa các mẫu templates vào cho người sử dụng lựa chọn, lưu trữ các bài viết cũ, gửi bài vào Blogger bằng e-mail.
Vào 14/8/2006, Blogger tung ra phiên bản thử nghiệm (beta) mới nhất với tên mã là Invader. Với phiên bản mới này người dùng có thể liên kết với server của Google cũng như bổ sung thêm một số tính năng mới. Vào tháng 12 năm 2006, Blogger trở thành chính thức sau một thời gian ngắn thử nghiệm. Hiện nay, để dùng phiên bản mới này thì người sử dụng cần phải có tài khoản Google. Tuy nhiên người dùng vẫn có thể tiếp tục sử dụng phiên bản cũ của Blogger, và đương nhiên là không thể tận hưởng được những tính năng mới và hay của phiên bản mới.

## Những điểm mới nổi bật
Trang blog có thể được đăng tải trực tiếp trong Blogger hoặc đưa lên domain của chính người dùng hoặc server của họ (thông qua FTP hay SFTP).
- Thiết kế mới: Như đã nói, một phần của Blogger được thiết kế lại vào năm 2006, tất cả các blog liên kết với tài khoản Google đều được lưu giữ trên server của Google. Chính điều này đã mang lại cho Blogger tính ổn định, bảo mật hơn nhờ vào chất lượng của server.

Cùng với việc liên kết với server Google, nhiều tính năng mới được đưa vào, bao gồm khả năng tổ chức trang theo tên nhãn (label organization), mẫu trang có thể chỉnh sửa theo ý thích bằng cách kéo thả (drag and drop), giới hạn đối tượng truy cập (để tạo ra blog riêng tư), tính năng Web feeds
- Hỗ trợ từ ngoài hay liên kết của các ứng dụng khác với Blogger:
  - Google Toolbar mới có thêm tính năng có tên "BlogThis!" cho phép người sử dụng với tài khoản Blogger có thể post trực tiếp liên kết đến blog của họ.
  - "Blogger for Word" là một add-in (tính năng bổ sung) miễn phí cho Microsoft Word. Add-in này cho phép người dùng có thể lưu các văn bản Word trực tiếp vào một blog của Blogger và chỉnh sửa bài viết của mình cả khi online và offline. Tuy nhiên vào tháng 1/2007 thì Google cho biết rằng "Blogger for Word" hiện còn chưa tương thích với phiên bản mới của Blogger và họ cũng chưa đi đến quyết định liệu có làm cho nó tương thích với Blogger mới hay không.
  - Blogger hỗ trợ dịch vụ Google Adsense. Đây được xem là một cách kiếm tiền đơn giản bằng việc ngồi viết blog!
  - Blogger cũng hỗ trợ chức năng tạo ra nhóm Blogs (Group blogs)